# Kommunale Personennahverkehrsgesellschaft Eisenach

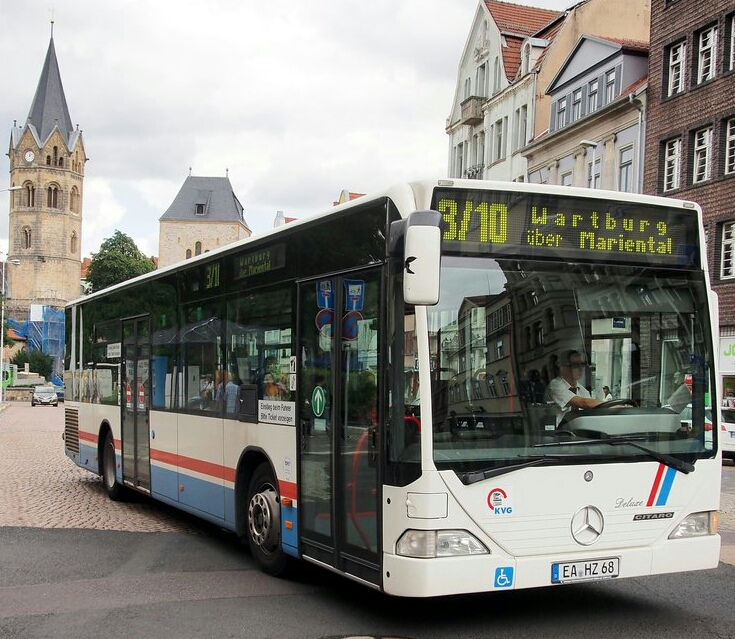
Mercedes-Benz Stadtbus der KVG (2010)

Die Kommunale Personennahverkehrsgesellschaft Eisenach mbH (KVG) war ein kommunales Busunternehmen, welches 1991 durch Herauslösen des Personenverkehrs aus der Westthüringischen Verkehrsgesellschaft mbH entstand. Die KVG betrieb bis zum 10. Oktober 2017 20 Linien im Eisenacher Stadtverkehr sowie Regionallinien im Altlandkreis Eisenach und war Mitglied in der Verkehrsgesellschaft Wartburgkreis. Nach Fusion mit der PNG Bad Salzungen ist sie zum 10. Oktober 2017 in der ebenfalls kommunalen Verkehrsunternehmen WartburgMobil gkAöR (VUW) aufgegangen.

## Liniennetz im Stadtverkehr Eisenach
Die KVG betrieb 20 Buslinien in der Stadt Eisenach. Alle außer die Linien 6a und 10a begannen bzw. endeten am ZOB gegenüber dem Eisenacher Hauptbahnhof. Der ZOB wurde von der KVG und den VGW-Regionallinien angefahren. Die Linie 6a fuhr die Haltestelle ZOB an, begann oder endete dort aber nicht ausschließlich.
| Nummer | Ziel(e)                                                                                            |
| ------ | -------------------------------------------------------------------------------------------------- |
| 1      | Hauptbahnhof-Eisenach/Nord-Hauptbahnhof                                                            |
| 2      | Rothenhof -Hauptbahnhof-Stedtfelder Straße Wendeschleife/Lauchröden/Stedtfeld                      |
| 3      | Hauptbahnhof-Wartburg                                                                              |
| 4      | Hauptbahnhof-Hofferbertaue/Stockhausen/Hötzelsroda                                                 |
| 5      | Hauptbahnhof-Thälmannstraße-Karlskuppe                                                             |
| 7      | Hauptbahnhof-Wartenberg                                                                            |
| 9      | Hauptbahnhof-Industriegebiet West-Opel                                                             |
| 12a    | Hauptbahnhof-Stockhausen-FER-Hötzelsroda                                                           |
| 12b    | Hötzelsroda-PEP/FER Bosch-Stregda-Nord, Marktkauf/Westbahnhof-Hauptbahnhof                         |
| 13     | Wartburgcity: Hauptbahnhof-Markt-Mariental-Wartburg/Mariental-Frauenplan-Karlsplatz-Hauptbahnhof   |
| 15     | Hauptbahnhof-Stedtfelder Straße-Marktkauf-Eisenach, Nord/Marktkauf-Stedtfelder Straße-Hauptbahnhof |
| 2/5a   | Hauptbahnhof-Westbahnhof-Karlskuppe-Thälmannstraße-Eisenach, Nord-Hauptbahnhof                     |
| 2/5b   | Hauptbahnhof-Eisenach, Nord-Karlskuppe-Stedtfelder Straße-Hauptbahnhof                             |
| 6a     | Stedtfelder Straße-Hauptbahnhof-Rothenhof                                                          |
| 10a    | Mariental-Wartburg                                                                                 |